# Koen Bouwman
Koen Bouwman (Ulft, 2 de diciembre de 1993) es un ciclista profesional neerlandés, miembro del equipo Team Jayco AlUla.

## Palmarés
2015
- 1 etapa del Giro del Valle de Aosta

2017
- 1 etapa del Critérium del Dauphiné[1]

2021
- 3.º en el Campeonato de los Países Bajos Contrarreloj

2022
- 2 etapas del Giro de Italia, más clasificación de la montaña
- 1 etapa del Tour de Eslovaquia

2024
- Settimana Coppi e Bartali, más 1 etapa

## Resultados en Grandes Vueltas
| Carrera | Carrera         | 2012 | 2013 | 2014 | 2015 | 2016  | 2017 | 2018 | 2019 | 2020 | 2021 | 2022 | 2023 | 2024 | 2025 |
| ------- | --------------- | ---- | ---- | ---- | ---- | ----- | ---- | ---- | ---- | ---- | ---- | ---- | ---- | ---- | ---- |
|         | Giro de Italia  | —    | —    | —    | —    | —     | —    | 50.º | 41.º | Ab.  | 12.º | 21.º | 25.º | —    | Ab.  |
|         | Tour de Francia | —    | —    | —    | —    | —     | —    | —    | —    | —    | —    | —    | —    | —    | —    |
|         | Vuelta a España | —    | —    | —    | —    | 123.º | 41.º | —    | —    | —    | 42.º | —    | —    | —    | —    |

—: no participa

Ab.: abandono